# Municipio de Amacuzac
El municipio de Amacuzac es un municipio situado en el estado de Morelos, en México. Según el censo de 2020, tiene una población de 17 598 habitantes.
Su cabecera se sitúa en la localidad homónima. 

## Etimología
El nombre proviene del náhuatl amatlcoztilán, que se compone de ama-ti, que significa "amate"; coz-tik, que significa "color amarillo"; atl, que significa "agua"; k, contracción de ko, que significa "lugar", y tla, que significa "abundancia". En conjunto podría traducirse como "lugar donde abundan los amates amarillos".

## Historia
En la época de la colonia el pueblo perteneció al Marquesado del Valle de Oaxaca. Entre el siglo XVI y el siglo XVIII perdió gran parte de sus tierras, que le fueron quitadas por la Hacienda de San Gabriel Las Palmas.
Para 1850 Amacuzac había casi desaparecido a consecuencia de la epidemia de Matlalzáhuac y el cólera morbo. Las ruinas de este pueblo se encuentran aproximadamente a un kilómetro hacia el sur. El fundador del nuevo Amacuzac fue Aniceto Aranda, que llegó a refugiarse a este lugar en 1853.
Hacia 1884 ya se habían congregado en este lugar varios núcleos de familias de Teacalco y Contlalco.
En 1890 los pobladores construyeron una chalana que servía para pasar las mercancías provenientes de Acapulco. El 4 de marzo de 1891 los representantes de los estados de Morelos y Guerrero celebraron en el pueblo una serie de conferencias, que dieron como resultado la estructuración y firma de un convenio en el cual se reconoció expresamente la línea divisora que corre por las cumbres de la Serranía de Ocotlán. Dicho convenio fue aprobado por el Gobierno del Estado según decreto del 30 de abril de 1892.
En 1920 se presentaron serias dificultades con el estado de Guerrero por problemas de límites territoriales luego de que las autoridades de Huitzuco invadieran el territorio morelense. Por ese motivo hubo nuevas reuniones en la Ciudad de México en 1922, siendo Presidente Álvaro Obregón, quien el 23 de mayo de 1923 reconoció también como línea divisora con el estado de Guerrero la que pasa por las cumbres de la serranía de Ocotlán, situada al sur del río Amacuzac.

## Medio físico

### Localización
El municipio se ubica geográficamente entre los paralelos 18º 32´de la latitud Norte y 90° 07´ de longitud Oeste del meridiano de Greenwich, a una altitud de 982 metros sobre el nivel del mar.
Limita al norte con Coatlán del Río, Tetecala y Mazatepec; al sur y suroeste con el estado de Guerrero; y al oriente con Puente de Ixtla.
Entre las localidades más importantes se destacan: Amacuzac, Cajones, Casahuatlán, Coahuixtla, Huajintlán, Miahuatlán, San Gabriel las Palmas, Teacalco, Rancho Nuevo y Zoquital.

### Superficie
Tiene una superficie de 116.79 km², cifra que representa el 2.4% del total del estado.

### Orografía
La parte sur del municipio limita con la Sierra de Ocotlán, también llamada Cerro Frío. Sus alturas principales son: el Cerro del Veladero, sobre la cota de los 1250 metros, y a la misma altura los cerros del Sombrerito y el Picacho, que se localizan al poniente del municipio; al Norte de Teacalco se encuentra el Cerro de los Ajonjolíes y el Cerro de los Corrales sobre la cota de los 1259 metros.
También se observan las zonas accidentadas en la parte sur del río Amacuzac. Las zonas semiplanas se localizan en la parte sur y poniente del municipio y por último las zonas planas se encuentran en la parte centro, sur y oriente del municipio, abarcando un 59% de la superficie.

### Hidrografía
Los recursos hidrológicos del municipio de Amacuzac, se componen básicamente por el río Salado; que pasa por Casahuatlán y Coahuixtla. El municipio es cruzado en su parte media por el río Amacuzac y es alimentado por las corrientes de la barranca de Xoapa, sobre todo en la época de lluvias, la cual nace en el municipio de Tetecala.
El río Amacuzac, nace en el poblado de Cacahuamilpa, Guerrero, de la unión del río Chontacoatlán y el río San Jerónimo, a partir de esta unión de dichos ríos, toma el nombre del río Amacuzac con una distancia de aproximadamente 80 kilómetros de longitud, al salir del municipio se interna a Puente de Ixtla por los ríos Chalma y Tembembe y se une a otros ríos para alimentar al río Mezcala y formar el río Balsas.
En el municipio de Amacuzac se cuenta con una presa de suma importancia, ubicada en la localidad de Rancho Nuevo, con una capacidad de almacenamiento de 2 millones de metros cúbicos de agua aproximadamente.
El clima predominante en este municipio, facilita una gran actividad agrícola, que constituye un soporte básico de su desarrollo en cultivos como caña de azúcar, maíz, sorgo y hortalizas, que demandan fuertes consumos de agua, la disponibilidad de agua es a través de la derivación de los Ríos Chalma y Amacuzac, los cuales se han visto limitados por la contaminación de sus corrientes.
La infraestructura hidroagrícola; la mayoría de los canales primarios y secundarios se alojan en tierra y no cuentan con infraestructura de control de aforo y a nivel parcelario no utilizan métodos modernos de ahorro de agua, como la fertirrigación. Ante la pérdida de agua por la infiltración en la infraestructura, se hace necesario la construcción de la línea de conducción "La Calera" y el revestimiento de los canales Tepopula y el canal "Miahuatlán".
Asimismo se requiere adoptar tecnologías más eficientes y de bajo consumo de agua a nivel parcelario, utilizando los sistemas de riego presurizado, por goteo y aspersión.

## Demografía

### Localidades
En el censo de 2020 el municipio de Amacuzac contaba con 31 localidades.
| Código INEGI      | Localidad              | Población (2020) |
| ----------------- | ---------------------- | ---------------- |
| 170010001         | Amacuzac               | 5 575            |
| 170010008         | San Gabriel las Palmas | 2 955            |
| 170010003         | Casahuatlán            | 1 915            |
| 170010005         | Huajintlán             | 1 788            |
| 170010004         | Coahuixtla             | 1 151            |
| Otras localidades | Otras localidades      | 4 214            |
| Total municipal   | Total municipal        | 17 598           |

### Grupos étnicos
De acuerdo con los datos que surgen del censo de 2020, en el territorio municipal hay 40 personas que hablan alguna lengua indígena, las que representan el 0.23% de la población.

### Religión
Según el censo de 2020, 13 748 personas son católicas, 2161 son cristianas evangélicas, ninguna persona declara practicar otra religión y 1682 no tienen religión.

## Educación
Para el nivel básico, de acuerdo con los datos de INEGI, cuenta con 14 escuelas de nivel preescolar, 15 escuelas primarias, 5 secundarias, 1 bachillerato, (2 escuelas de nivel preescolar, 1 telesecundaria de Nueva Creación).
La oferta educativa se compone por 650 alumnos inscritos en preescolar, 2900 en primaria, 714 en secundaria, y 173 en bachillerato.
La plantilla docente la integran 26 profesores en preescolar, 90 en primaria, 45 en secundaria y 13 en bachillerato. Es decir existen 24 alumnos por maestro y a nivel estatal la relación es de 30, por lo que en Amacuzac, se observa que existe una mayor atención, ya que un maestro atiende menos alumnos, en el nivel primaria en promedio un maestro atiende a 35 alumnos, en secundaria el promedio es de 25 y en bachillerato la relación maestro por número de alumnos es de 20.
La población analfabeta de 15 años y más en 1998 alcanzó los 800 habitantes que comparado con el Estado que es de 99.286 personas, representa el 1,0% del total. En este ámbito la contribución del Instituto Nacional de la Educación de los adultos es indispensable.

## Salud
En 1998 contaba con 6 unidades médicas de consulta externa, 5 de servicios de salud de Morelos y 1 del ISSSTE, el personal médico que labora en estos centros son 6, así como sus respectivas enfermeras de servicios coordinados, es decir uno por cada unidad médica y atienden a una población usuaria de 4.910; en promedio nos indica que se tiene 169 por ciento de déficit en personal médico, por lo que faltan 10 médicos más para alcanzar el promedio estatal.
La demanda de servicios médicos, es atendida también por organismos privados y oficiales, en los medios rural y urbano.
Los consultorios privados proporcionan servicio de medicina preventiva, consulta externa y medicina en general.

## Vías de comunicación
En la totalidad de las localidades existen caminos de acceso, para trasladarse así como transportar oportunamente sus productos. Sin embargo existe deficiencia en cuanto a conservación de las redes de comunicación.
Los cuales comunican con otros municipios, especialmente Puente de Ixtla, Buenavista de Cuellar, Coatlán del Río y Tetecala.
Por lo que respecta a la vialidad, se requiere pavimentar el 40% de la estructura vial del municipio, sobre todo en los tramos carreteros San Gabriel las Palmas-Miahuatlán.
En cuanto a la telefonía, el servicio se proporciona únicamente a las localidades de Teacalco, Huajintlán, Amacuzac y San Gabriel las Palmas, existiendo casetas telefónicas en las demás localidades y funciona con un horario reducido, también reciben los servicios de correo, telégrafos, así como señales de radio y televisión.
El municipio está comunicado por: Autopista de cuota México-Acapulco, en su tramo de Cuernavaca, Iguala; Carretera Federal Ciudad de México-Iguala, vía Taxco. Se cuenta además con carreteras vecinales que unen a la cabecera municipal, con las comunidades.

## Turismo
Por sus condiciones, el municipio cuenta con lugares propios para el desarrollo turístico, su atractivo se concentra en la Hacienda de San Gabriel las Palmas, los templos de Huajintlán y San Gabriel las Palmas.
En Teacalco, se encuentra el parque zoológico llamado "Zoofari" (Latitud:  18°36'50.69"N Longitud:  99°26'54.90"O), que brinda distracción familiar en Semana Santa y fiestas tradicionales, se efectúan grandes jaripeos en las poblaciones de Amacuzac, San Gabriel las Palmas, Huajintlán y Teacalco.
En los márgenes del río Amacuzac, sobre todo en el tramo que cruza la Cabecera Municipal, se convierten en playas naturales así como también en Huajintlán y en las inmediaciones de San Gabriel las Palmas el río "Tembembe".
En San Gabriel las Palmas se ubica el balneario ejidal "San Juan II", presenta deficiencia en el uso y conservación de recursos, en la infraestructura, en los apoyos técnicos financieros; escasa promoción y publicidad de sus atractivos.

## Monumentos históricos
El aspecto turístico se concentra en la Hacienda de San Gabriel las Palmas, que fue fundada en el año de 1525 y en donde eventualmente se realizan telenovelas, así como se filman películas nacionales e internacionales; también los templos de Huajintlán y San Gabriel las Palmas que fueron fundados por Franciscanos y Jesuitas en el siglo XVI los cuales constituyen una gran atracción para el turismo nacional y extranjero.
En la localidad de Teacalco, se encuentra el parque zoológico llamado "Zoofari", que brinda distracción familiar al turismo.
En los márgenes del Río Amacuzac, sobre todo en el tramo que cruza la Cabecera Municipal, se convierten en playas naturales así como también en Huajintlán y en las inmediaciones de San Gabriel de las Palmas el Río Tembembe; donde el turismo nacional se da cita para practicar natación y disfrutar el sol y la naturaleza. También se cuenta con 8 restaurantes bar que ofrecen servicio de buena calidad.
En San Gabriel las Palmas, se cuenta con un balneario ejidal "San Juan II" en donde existe una alberca profunda y un chapoteadero, así como una palapa y un restaurant para el esparcimiento del turismo.

## Fiestas y tradiciones

### Fiestas
Se realizan fiestas populares en diversas comunidades, como son: San Gabriel Las Palmas, del 24 al 30 de marzo en honor a San Gabriel; del 12 al 22 de enero y del 4 al 9 de octubre, en la cabecera municipal, venerando a la Virgen de Guadalupe y a San Francisco de Asís, en Huajintlán del 29 de septiembre al 5 de octubre, en honor a San Miguel Arcángel; en Teacalco la fiesta es ofrecida a la Sra. de Guadalupe del 12 al 18 de diciembre.

### Tradiciones
Para las festividades de todos los Santos y fieles difuntos se acostumbra colocar un altar en el lugar principal de las casas, donde se ofrece a los difuntos la comida que más les gustaba, acompañada de atole de chocolate batido. En las fiestas regionales los habitantes de las diferentes localidades del municipio, comparten competencias entre los participantes y diferentes jaripeos deportivos.

### Artesanías
Los productos hechos a mano característicos del municipio son: maracas, panderos y güiros. vendidos y exportados de Huajintlan

### Gastronomía
La comida más degustada, es el guiso de iguana en sus diferentes modalidades y el platillo más representativo de la región es el guiso de conejo, así como el mole rojo y verde, el bagre en caldo sazonado con ciruela tierna de la región preferentemente agria, así como el tamarindo en su fase tierna denominado camagua, dichos ingredientes son incluidos cuando el guiso se presenta en su modalidad de caldo.

## Principales localidades
Amacuzac
Es la cabecera municipal. Sus principales actividades económicas son las agropecuarias y el comercio. El número de habitantes aproximado es de 4921.
San Gabriel las Palmas:
La actividad preponderante es la agropecuaria. El número de habitantes aproximado es de 2,635. Tiene una distancia aproximada a la capital de 44 kilómetros.
Huajintlán:
Su actividad básica es la agropecuaria, el número de habitantes aproximado es de 2,250; tiene una distancia aproximada a la capital de 49 kilómetros.
Teacalco:
Su principal actividad es la agropecuaria, el número de habitantes aproximado es de 762; tiene una distancia aproximada a la capital de 52 kilómetros.
De estas localidades que engloban al municipio, su actividad principal es la agropecuaria, siendo los principales cultivos: Caña de azúcar, sorgo, maíz, fríjol, cacahuate y principales hortalizas como son: sandía, calabaza, pepino, jitomate, tomate de cáscara, así como también fruta de la región (mango, guayaba, naranja, chico y limón).